# أمبروز إي. غونزاليس
أمبروز إي. غونزاليس (بالإنجليزية: Ambrose E. Gonzales)‏ هو صحفي أمريكي، ولد في 27 مايو 1857، وتوفي في 11 يوليو 1926.